# Deutsches Museum für Kunst in Handel und Gewerbe

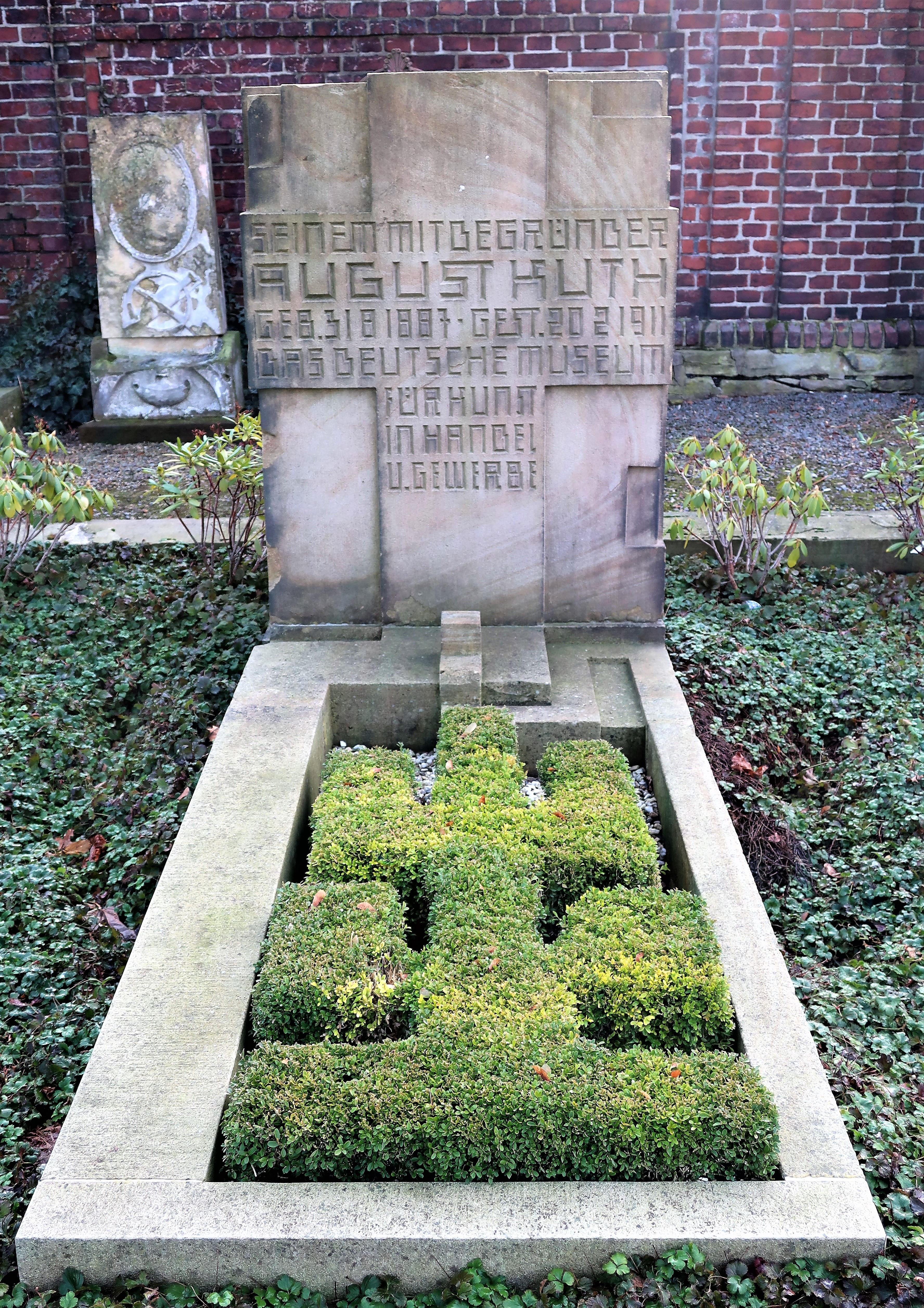
Grabstein für August Kuth, Mitbegründer des Museums

Das Deutsche Museum für Kunst in Handel und Gewerbe war ein 1909 von dem Kunstmäzen Karl Ernst Osthaus in Hagen gegründetes Museum für vorbildliches Kunstgewerbe.

## Geschichte
1909 gründete Hagener Kunstmäzen Karl Ernst Osthaus das Deutsche Museum für Kunst in Handel und Gewerbe, das durch Wanderausstellungen vorbildliches Kunstgewerbe vorstellen wollte. Insgesamt zielte das Deutsche Museum für Kunst in Handel und Gewerbe ebenso wie die Arbeit des Deutschen Werkbundes, dem Osthaus ebenfalls angehörte, auf eine ästhetische Prägung industrieller Gestaltung. Im Gegensatz zu den traditionellen Vorbildsammlungen der Gewerbe- bzw. Kunstgewerbemuseen bezogen sich die Sammlungen des Deutschen Museums für Kunst in Handel und Gewerbe jedoch nicht auf die kunstgewerblichen Exponate des Historismus oder vergangener Jahrhunderte. Vielmehr sollten zeitgenössische Vorbilder zum Geschmacksmaßstab für die Zukunft werden.

## Sammlungsgebiete
Gesammelt und ausgestellt werden sollte das ganze Spektrum zeitgenössischer gewerblicher Gestaltung, von Glas- und Keramikobjekten bis hin zur so genannten Reklamekunst, einem Bereich, der damals noch wenig Beachtung fand. Zudem wurden vorbildliche Beispiele aus den Bereichen Innenarchitektur und Architektur ausgestellt. Mitbegründer des Museums war der Berliner Kunsthistoriker August Kuth (1887–1911), Mitarbeiter von Osthaus und Assistent im Museum Folkwang. Nach dessen frühem Tod übernahm Fritz Meyer-Schönbrunn dessen Funktion.
Osthaus war es vermutlich auch, der den jungen Walter Gropius dem Werkbund zuführte. Im Kontext dieser Verbindung organisierte Gropius für das Deutsche Museum 1912 eine Sammlung vorbildlicher Entwürfe für Fabrikwaren. Das Museum entwickelte sich schnell zu einem wichtigen Forum für modernes Design, wurde jedoch nach dem Tod Osthaus’ (1921) im Zuge des Verkaufs der Folkwang-Sammlung an das Städtische Museum Essen aufgelöst. Die Sammlungen des Deutschen Museums wurden ebenfalls verkauft und gelangten in den Besitz des Kaiser-Wilhelm-Museums in Krefeld.